# Колібрі-смарагд короткохвостий
Колі́брі-смара́гд короткохвостий (Chlorostilbon poortmani) — вид серпокрильцеподібних птахів родини колібрієвих (Trochilidae). Мешкає в Колумбії і Венесуелі.

## Опис

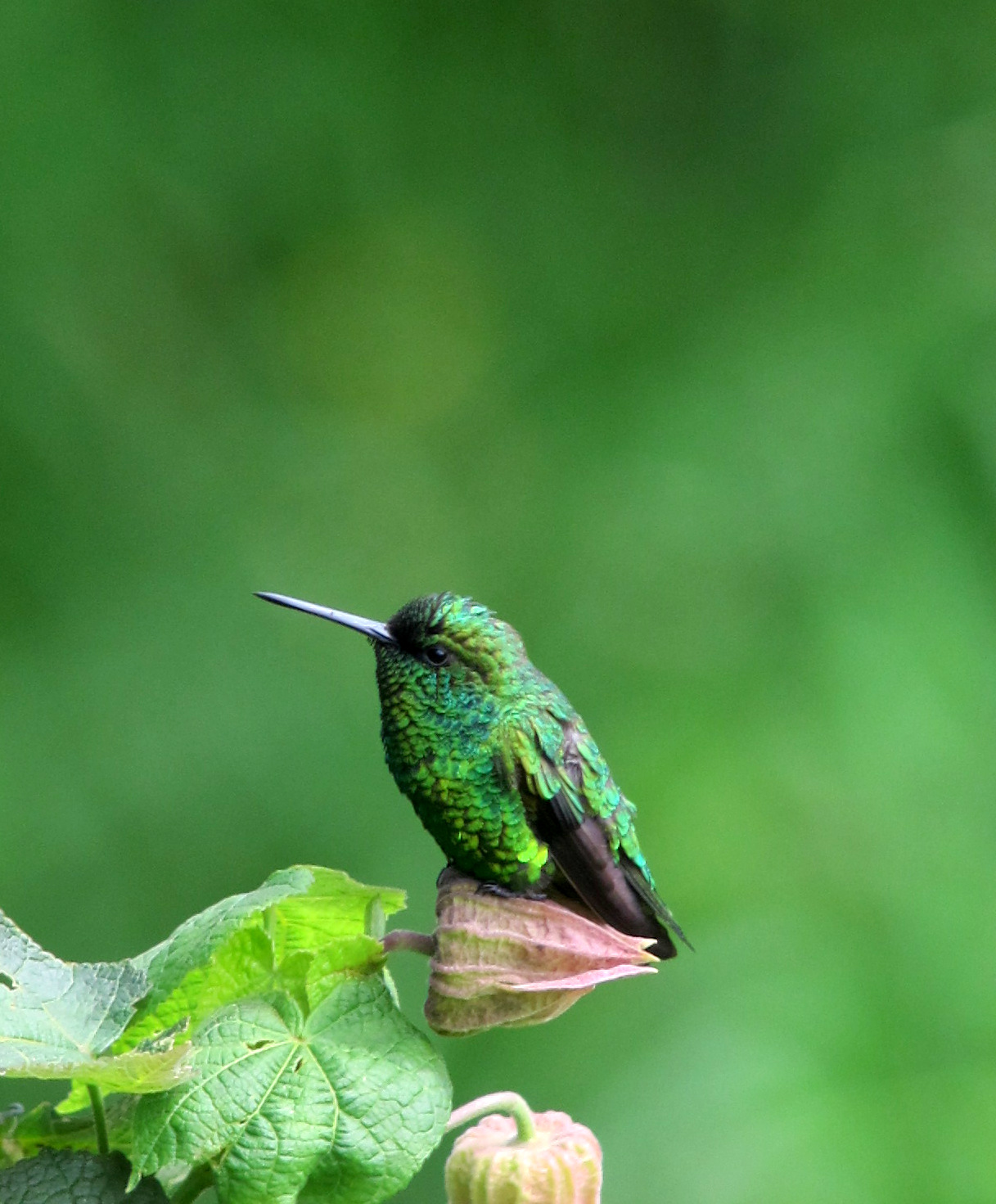
Короткохвостий колібрі-смарагд

Довжина самців становить 6,9-8,5 см, самиць 6,5-7,5 см, вага 3-4 г. У самців лоб зелений, блискучий, тім'я, верхня частина тіла і надхвістя зелені з легким мідним відтінком. Нижня частина тіла світло-зелена, блискуча. Хвіст короткий, роздвоєний, бронзово-зелений, блискучий. У самиць лоб тьмяно-зелений, тім'я і верхня частина тіла тьмяно-бронзово-зелені. Нижня частина тіла сіра. Хвіст короткий і роздвоєний, як у самців. Центральні стернові пера зелені, решта біля основи тьмяно-бірюзові, на кінці більш сині, кінчики у них блідо-сірі. Представники підвиду C. p. euchloris мають дещо більші розміри, тім'я і ниждня частина тіла у них мають золотистий відтінок.

## Підвиди
Виділяють два підвиди:
- C. p. poortmani (Bourcier, 1843) — східні схили Східного хребта Колумбійських Анд (Бояка, Мета) і Анд на північному заході Венесуели (Тачира, Мерида);
- C. p. euchloris (Reichenbach, 1854) — Східний хребет Колумбійських Анд (на західних схилах від Сантандера до Уїли і на східних схилах в Норте-де-Сантандер).

Венесуельський колібрі-смарагд раніше вважався підвидом короткохвостого колібрі-смарагда, однак був визнаний окремим видом.

## Поширення і екологія
Короткохвості колібрі-смарагди живуть у вологих гірських і рівнинних тропічних лісах, на узліссях, в рідколіссях і вторинних заростях та на кавових і бананових плантаціях. Зустрічаються на висоті від 150 до 2800 м над рівнем моря, переважно на висоті від 750 до 2200 м над рівнем моря. 
Короткохвості колібрі-смарагди живляться нектаром квітучих чагарників і невеликих дерев з невеликою продуктивністю нектару, а також "викрадають" нектар, залітаючи на кормові території інших колібрі. Іноді вони живляться комахами, яких ловлять в польоті. Самці іноді захищають кормові території. Птахи шукають їжу на висоті від 0,6 до 5 м над землею. 
На східних схилах Колумбійських Анд гніздування відбувається у травні-червні, на західних схилах — починаючи з лютого. Гніздо чашоподібне, робиться з м'якого рослинного матеріалу, листя, моху, папоротей, розміщується на тонкій гілці, на висоті 1 м над землею. В кладці 2 яйця. Інкубаційний період триває 14-16 днів, пташенята покидають гніздо через 20-22 дні після вилуплення.